# Cryptoscatomaseter incomptus
Cryptoscatomaseter incomptus är en skalbaggsart som beskrevs av Gordon och Paul E.Skelley 2007. Cryptoscatomaseter incomptus ingår i släktet Cryptoscatomaseter och familjen Aphodiidae. Inga underarter finns listade i Catalogue of Life.